# Kolęda się z Allelują zwadziła
Kolęda się z Allelują zwadziła – niedokończona średniowieczna anonimowa kolęda z XV wieku przeznaczona do śpiewania podczas noworocznych zabaw. Tematem utworu jest spór pomiędzy Kolędą a Allelują o ważność świąt Bożego Narodzenia i Wielkanocy w roku liturgicznym.
Znana współcześnie wersja utworu została spisana na początku XVI wieku, jednak pieśń jest najprawdopodobniej znacznie wcześniejsza – jej powstanie datuje się na drugą połowę XV w. Fragmenty dotyczące życia zakonnego wskazują, że była ona przeznaczona do wykonywania podczas zabaw noworocznych w klasztorach. Powstała prawdopodobnie w środowisku bernardynów, być może w ich klasztorze w Przeworsku.
Kolęda należy do średniowiecznego gatunku tzw. "sporów" (altercatio). Utwory takie skonstruowane były wokół zwady upersonifikowanych pojęć (np. Radości i Smutku). W tym wypadku kłótnia rozgrywa się pomiędzy Kolędą i Allelują, które walczą o pierwszeństwo w roku liturgicznym. Alleluja zarzuca Kolędzie lenistwo, jako że ta odpoczywała przez cały rok, aby zjawić się w kościele dopiero pod jego koniec. Oskarża ją także, o doprowadzanie do zgorszenia poprzez pijaństwo i bójki, jakie odbywają się wśród chłopstwa podczas zwyczajowego kolędowania. Kolęda natomiast zarzuca oponentce grzechy, które musiały spowodować, że nie była ona w kościele przez całe siedem niedziel (w tzw. okresie przedpoścca i Wielkim Poście podczas liturgii nie śpiewa się "alleluja"). Odwołuje się także do zwyczajów średniowiecznych żaków, którzy przed Wielkanocą odgrywali żartobliwy "pogrzeb Allelui", wynosząc nuty z Allelują z kościelnego chóru do osobnego pomieszczenia i mocując je łańcuchem do ściany. 
Utwór ma charakter satyryczno-obyczajowy. Rymowany jest parzyście. Pisany jest zazwyczaj 11- i 12-zgłoskowcem, ale występują w nim także wersy 9- i 13-sylabowe. 
Rękopis utworu zachował się w inkunabule nr 12 Biblioteki Prowincji OO. Bernardynów w Krakowie, zawierającym Biblia pauperum Nicolausa de Hanapis. Pieśń znajdowała się na ostatniej karcie verso, zachowały się jedynie jej trzy zwrotki – reszta być może znajdowała się na wewnętrznej stronie inkunabułu, ta jednak jest niemożliwa do odczytania z powodu znacznego uszkodzenia.